# Холшевников, Николай Васильевич
Николай Васильевич Холшевников (1822—1907) — вице-инспектор Корпуса лесничих, действительный тайный советник.

## Биография
Происходил из обер-офицерских детей; родился в 1822 году в Иркутской губернии. 
В 1843 году окончил Лесной и межевой институт из которого был выпущен прапорщиком. Служил в 1-м Царевококшайском лесничестве; в 1853 году — поручик, в 1855 году — подполковник.
Много лет служил в должности вице-инспектора Корпуса лесничих. С 8 апреля 1873 года — в чине действительного статского советника, с 1 апреля 1890 года — в чине тайного советника; в отставку вышел действительным тайным советником. был награждён орденами Св. Станислава 2-й ст. с императорской короной (1866), Св. Анны 2-й ст. (1870), Св. Владимира 3-й ст. (1880), Св. Станислава 1-й ст. (1883), Св. Владимира 2-й ст.
Умер 30 января (12 февраля) 1907 года. Похоронен на Смоленском православном кладбище.
Известно несколько писем из переписки Холшевникова с Н. А. Некрасовым.

## Семья
Женился 12 ноября 1847 года на дочери надворного советника Евгении Львовне Тихановой (?—14.03.1900). За женой в деревне Ровный Ключ Тетюшского уезда было 42 души крестьян и 277 десятин земли. Их дети:
- Александр (12.08.1848—?)
- Порфирий (28.07.1849—1926), главный доктор владивостокского морского госпиталя
- Надежда (06.09.1850—?)
- Василий (13.01.1854—?), был женат на Александре Андреевне Косовской. Их сын — певец Евгений Васильевич Холшевников (1883—1955). Правнук Николая Васильевича — известный литературовед Владислав Евгеньевич Холшевников[6].
- Вера.

Род был внесён во 2-ю часть дворянской родословной книги Казанской губернии по определению Казанского дворянского депутатского собрания от 2 марта 1855 года и утверждён указом Герольдии от 20 июня 1855 года. Затем было приобретено в Волынской губернии 630 десятин земли. В 1891 году был пожалован герб.